# Lago di Butrinto
Il lago di Butrinto (in albanese Liqeni i Butrintit) è una laguna salata a sud di Saranda, in Albania, situata nelle immediate vicinanze del Mar Ionio. È circondato da fitte colline boscose, coste rocciose e comprende paludi di acqua salata e d'acqua dolce. Il lago ha una lunghezza di 7,1 km (4,4 mi), una larghezza di 3,3 km (2,1 mi), e ha una superficie di 16 km² (6,18 mi²). La profondità massima del lago è di 24,4 m (80 ft). A sud, il canale di Vivari collega la laguna al mare.

## Flora e fauna
La laguna è particolarmente nota per la diversità della flora e della fauna. La parte meridionale del lago è situata all'interno dei confini del Parco nazionale di Butrinto ed è stata riconosciuta come zona umida di importanza internazionale ai sensi della Convenzione di Ramsar. Il lago è stato anche identificato come un'area importante ornitologica e vegetale, perché ospita un numero significativo di specie di uccelli e piante.

## Galleria d'immagini

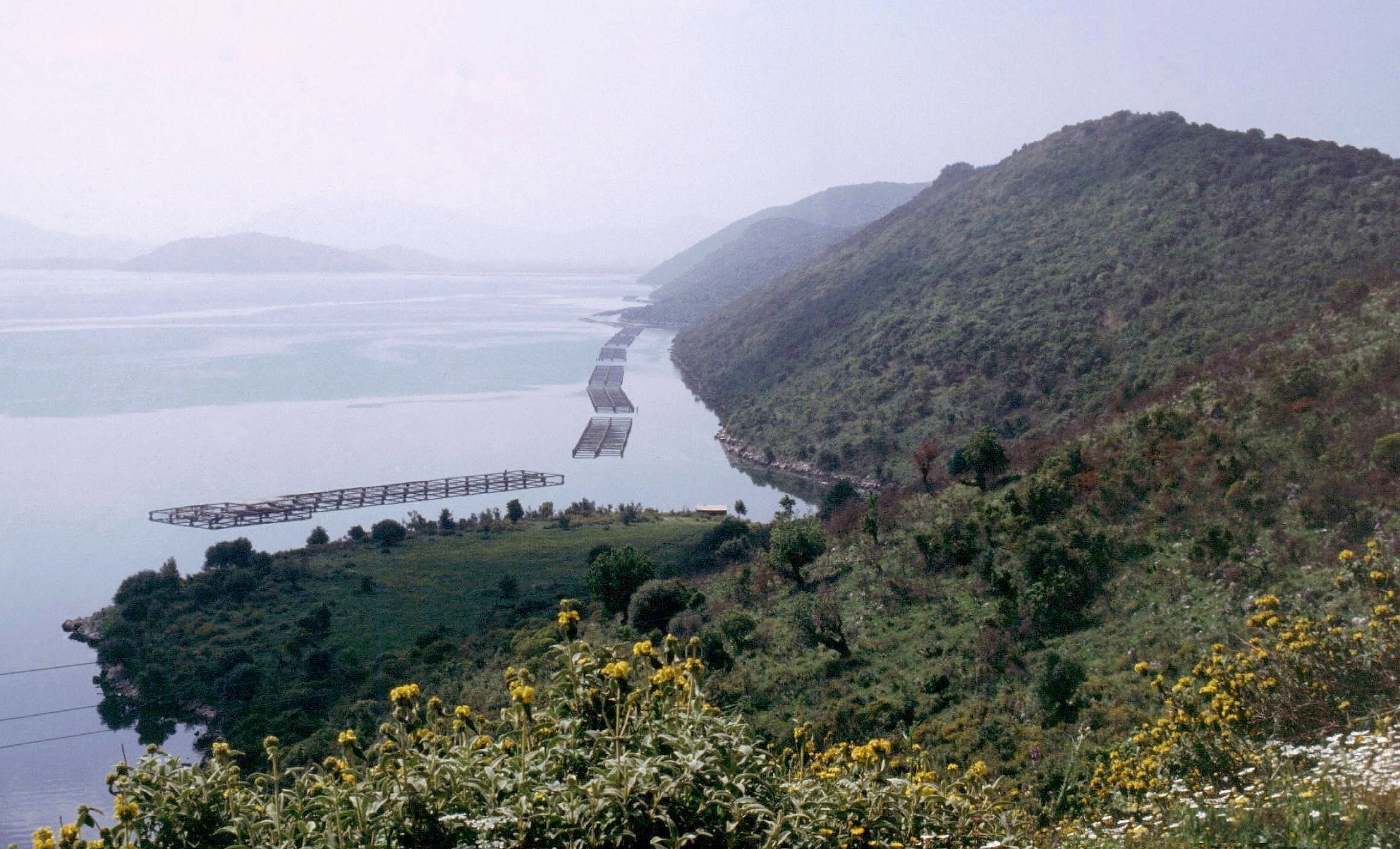
In prossimità della riva disposizioni all'allevamento delle cozze mediterranee.
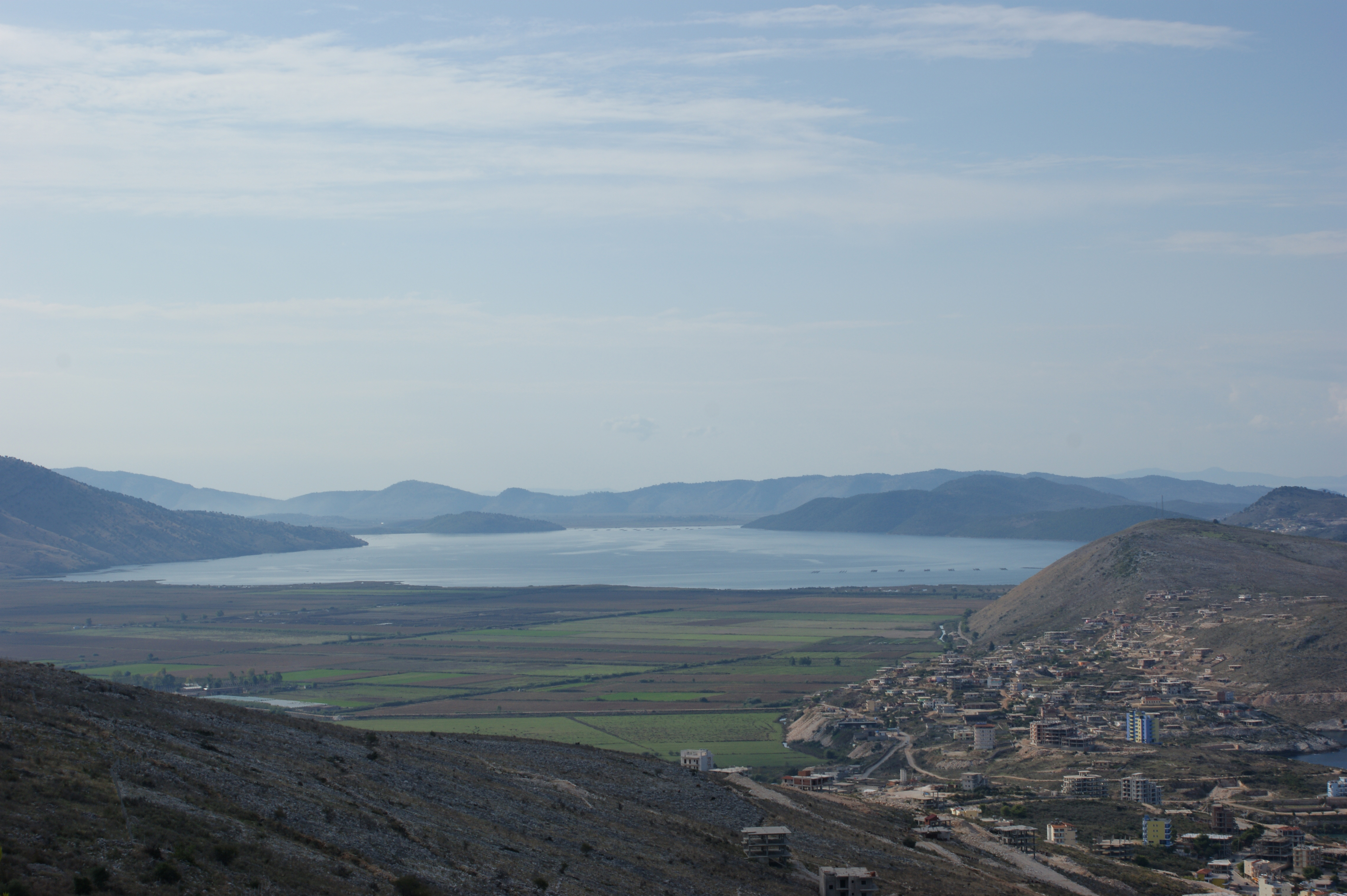
Una vista dal nord del lago.
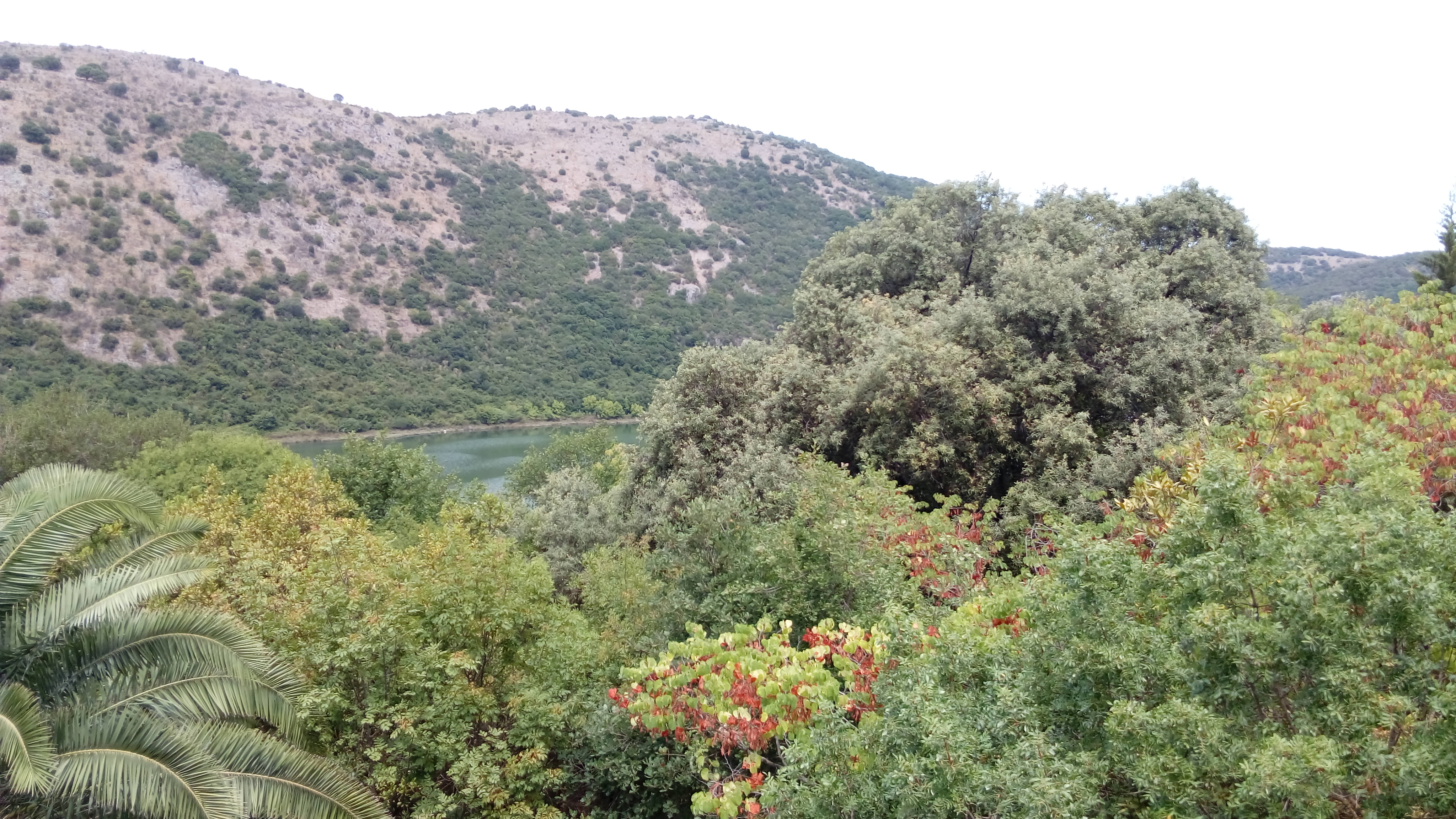
Foreste di Butrinto.